# Liste der Naturdenkmale in Reinsdorf (Sachsen)
Die Liste der Naturdenkmale in Reinsdorf (Sachsen) nennt die Naturdenkmale in Reinsdorf im sächsischen Landkreis Zwickau.

## Definition
„Naturdenkmäler sind rechtsverbindlich festgesetzte Einzelschöpfungen der Natur oder entsprechende Flächen bis zu fünf Hektar, deren besonderer Schutz erforderlich ist
1. aus wissenschaftlichen, naturgeschichtlichen oder landeskundlichen Gründen oder
2. wegen ihrer Seltenheit, Eigenart oder Schönheit.“

„§ 18 – Naturdenkmäler – (zu § 28 BNatSchG)
(1) Die Erklärung nach § 22 Abs. 1 BNatSchG von Teilen von Natur und Landschaft als Naturdenkmal erfolgt durch Rechtsverordnung oder Einzelanordnung.
(2) Über § 28 Abs. 1 BNatSchG hinaus können Naturdenkmäler zur Sicherung von Lebensgemeinschaften oder Lebensstätten von im Bestand gefährdeten oder streng geschützten Arten festgesetzt werden.“

## Liste
Diese Auflistung unterscheidet zwischen Flächennaturdenkmalen (FND) mit einer Fläche bis zu 5 ha (bei Verordnung nach DDR-Recht auch mehr) und Einzel-Naturdenkmalen (ND).
Link zu einem Kartenansichtstool, um Koordinaten zu setzen.
| Bild | Bezeichnung | Lage                                       | Beschreibung | Datum | Nummer       |
| ---- | ----------- | ------------------------------------------ | --- | ----- | ------------ |
| BW   | Halde 11    | Reinsdorf (50° 42′ 58″ N, 12° 33′ 32,3″ O) | FND. 6805 m² Fläche. Abraumhalde am ehemaligen Schacht V des Martin-Hoop-Werkes. Die Abraumhalde des Steinkohlenbergbaus im Zwickauer Revier besteht aus grauem Schieferton, sowie geringen Mengen karbonischem Sandstein, Rotliegend, Kesselschlacke und Flugasche. Durch die spontan einsetzende Sukzession hat sich nach dem Ende der Verkippung die Vegetation auf der eher niedrigen Halde rasch bis zum Vorwaldstadium entwickelt. Zur Flora gehört ein Bestand von mehreren hundert Exemplaren des Braunroten Sitters. Das Haldenplateau ist ein Refugium wärmeliebender Insektenarten des Offenlandes. | 1996  | Z364.231.013 |